# Gonfaloneiro

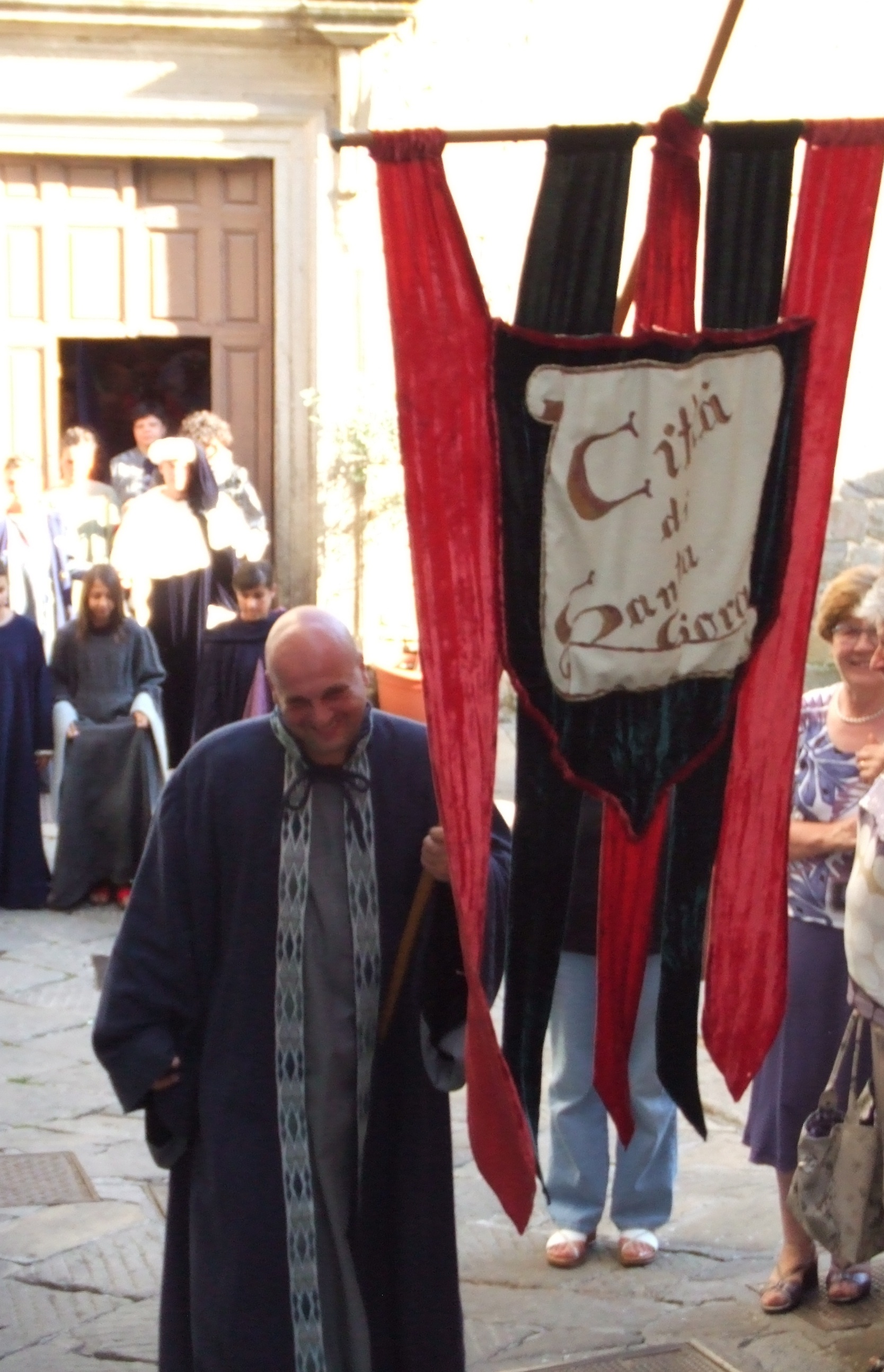
Gonfaloneiro durante a festa do santo padroeiro em Santa Fiora.

Gonfaloneiro (em italiano gonfaloniere) era uma alta magistratura italiana, mais comum na Toscana. 
A função foi criada em 1250 em Florença e depois imitada por outras cidades. Suas atribuições variaram com o tempo. Inicialmente o gonfaloniere di compagnia era o magistrado guardião dos selos, bandeiras e outras insígnias civis e militares (gonfaloni), comandando milícias populares organizadas de acordo com as áreas da cidade. Mais tarde, fundindo-se ao Priorado das Artes (a direção das guildas), veio a formar a instituição da Signoria. O gonfaloniere di giustizia surgiu em 1289 como capitão de milícias profissionais encarregadas de defender o povo da cidade e seus líderes da opressão dos grandes potentados. Em 1293 foi regularizado como capitão do Colégio dos Priores, passando a se responsabilizar pela execução da Justiça, e em 1306 assumiu a liderança do governo civil. Assim permaneceu ao longo do período republicano de Florença, e no principado passou a ser o chefe dos magistrados.
Havia também o gonfaloniere della Chiesa (Gonfaloneiro da Igreja), um cargo de elevadíssimo prestígio concedido em geral por serviços prestados, cujos detentores ficavam encarregados de defender os interesses e direitos da instituição.